# Fissidens lacouturei
Fissidens lacouturei är en bladmossart som beskrevs av Thériot in Renauld 1909. Fissidens lacouturei ingår i släktet fickmossor, och familjen Fissidentaceae. Inga underarter finns listade i Catalogue of Life.